# Elisabeth Langgässer
Elisabeth Langgässer est une femme de lettres, institutrice, poétesse et romancière allemande née le 22 février 1899 à Alzey et morte à Karlsruhe le 25 juillet 1950.
Considérée comme une des plus grandes représentantes de la littérature allemande de l'après Seconde Guerre mondiale, le prix Georg-Büchner lui fut décerné à titre posthume en 1950.

## Biographie
Langgässer épousa en 1935 l'éditeur Wilhelm Hoffman. Pendant le Troisième Reich, elle fut exclue de la Chambre de la littérature du Reich en mai 1936 car classée par les lois racistes de Nuremberg comme à moitié juive. Elle fut interdite de publications. Sa fille, Cordelia, née en 1929 avant son mariage et considérée comme totalement juive fut déportée à Auschwitz en 1944. Elle survécut au camp et se réfugia en Suède en 1945.
Le prix Elisabeth Langgässer est décerné tous les trois ans depuis 1988.

## Œuvres

### Poésie lyrique
- (de) Der Wendekreis des Lammes, 1924
- (de) Die Tierkreisgedichte, 1935
- (de) Der Laubmann und die Rose, 1947

### Nouvelles
- (de) Der Torso, 1947Recueil contenant la nouvelle Saisonbeginn.
- (de) Das Labyrinth, 1949

### Romans
- (de) Der Gang durch das Ried, 1936
- Le Sceau indélébile [« Das unauslöschliche Siegel »]  (trad. de l'allemand), 1946
- (de) Märkische Argonautenfahrt, 1950Publication posthume.